# Räddningsstation Skellefteå (sjöräddning)
Räddningsstation Skellefteå är en av Sjöräddningssällskapets räddningsstationer. 
Räddningsstation Skellefteå ligger vid Skuthamnshålet i Kurjoviken i Skelleftehamn. Den inrättades 2006. 

## Räddningsfarkoster
- 12-28 Rescue Vitstjärna, ett 11,8 meter långt täckt räddningsfartyg av Victoriaklass, byggd 2009.
- 8-37 Rescue Teea, en 8,4 meter lång räddningsbåt av Gunnel Larssonklass, byggd 2015
- 3-05 Recuerunner Ola Hidefält, tillverkad 2004

## Tidigare räddningsfarkoster
- Rescue Skellefteå av Stridsbåt 90E-typ från 1992 tjänstgör sedan 2018 på Dansk Søredningsselskabs 2018 inrättade räddningsstation i Juelsminde som Rescue Juelsminde.
- Mrs-01 Miljöräddningssläp Skellefteå